# Obligatorisches Referendum (Schweiz)
Das obligatorische Referendum (frz. référendum obligatoire, ital. referendum obbligatorio) ist in der Schweiz ein Volksrecht. Untersteht ein Erlass dem obligatorischen Referendum, muss über die Änderung dieses Erlasses eine Volksabstimmung durchgeführt werden. Auf Bundesebene unterstehen insbesondere Verfassungsänderungen dem obligatorischen Referendum. Soll die Bundesverfassung geändert werden, muss die Mehrheit der Stimmberechtigten sowie die Mehrheit der Kantone zustimmen (Doppeltes Mehr). Auch in allen Kantonen müssen Verfassungsänderungen von den Bürgern abgesegnet werden, gewisse Kantone verlangen ebenso bei Gesetzesänderungen zwingend eine Volksabstimmung.

## Mechanismus
Ein Referendum ist obligatorisch, wenn die Abstimmung von Amtes wegen durchgeführt wird. Die Stimmbürger müssen mithin keine Anstrengungen unternehmen, um eine Abstimmung zu erzwingen. Dem obligatorischen steht das fakultative Referendum gegenüber, bei dem eine gewisse Anzahl an Unterschriften in einer bestimmten Frist oder das Begehren einer Behörde verlangt wird, um eine Abstimmung herbeizuführen. In der Regel werden dem obligatorischen Referendum jene Vorlagen unterstellt, die tiefgreifend in die Rechtsstellung der Bürger oder in die Organisation des Staates eingreifen.
In seiner Wirkung unterscheidet sich das obligatorische nicht vom fakultativen Referendum. Beide können suspensiv oder resolutiv/abrogativ wirken. Einen Suspensiveffekt hat das Referendum dann, wenn der Erlass erst in Kraft treten kann, sobald er in der Volksabstimmung gutgeheissen wurde. Resolutiv bzw. abrogativ wirkt ein Referendum, wenn der Erlass umgehend (aufgrund von Dringlichkeit) in Kraft gesetzt und bei der Abstimmung nachträglich überprüft wird.

## Bund
1 Volk und Ständen werden zur Abstimmung unterbreitet:
a. die Änderungen der Bundesverfassung;
b. der Beitritt zu Organisationen für kollektive Sicherheit oder zu supranationalen Gemeinschaften;
c. die dringlich erklärten Bundesgesetze, die keine Verfassungsgrundlage haben und deren Geltungsdauer ein Jahr übersteigt; diese Bundesgesetze müssen innerhalb eines Jahres nach Annahme durch die Bundesversammlung zur Abstimmung unterbreitet werden.
2 Dem Volk werden zur Abstimmung unterbreitet:
a. die Volksinitiativen auf Totalrevision der Bundesverfassung;
b. die Volksinitiativen auf Teilrevision der Bundesverfassung in der Form der allgemeinen Anregung, die von der Bundesversammlung abgelehnt worden sind;
c. die Frage, ob eine Totalrevision der Bundesverfassung durchzuführen ist, bei Uneinigkeit der beiden Räte.

### Änderungen der Bundesverfassung
Jede Änderung der Bundesverfassung bedarf der Zustimmung durch Volk- und Stände. Das Verfassungsreferendum ist die einfachste und zugleich dominierende Ausformung des obligatorischen Referendums; mehr als 99 % der obligatorischen Referenden lassen sich auf Verfassungsänderungen zurückführen. Das Verfassungsreferendum wirkt stets suspensiv. Nur ungeschriebenes Verfassungsrecht – das im Rechtsalltag kaum von Bedeutung ist – kann ohne direktdemokratische Mitwirkung entstehen.

### Völkerrechtliche Verträge
Für die Praxis von weitaus geringerer Bedeutung sind die völkerrechtlichen Verträge, die dem obligatorischen Referendum unterstehen. Das sind jene Verträge, die den Beitritt zu einer Organisation für kollektive Sicherheit oder einer supranationalen Gemeinschaft vorsehen. 
Organisationen für kollektive Sicherheit haben zum Ziel, einem friedensbrechenden oder friedensbedrohenden Angreiferstaat entgegentreten zu können. Prototypisches Beispiel ist die UNO, deren Mitglied die Schweiz seit dem Jahr 2002 ist. Der Beitritt wurde jedoch nicht über den Weg des obligatorischen Referendums, sondern durch eine Volksinitiative eingeleitet. Die herrschende Lehre geht davon aus, dass auch die NATO ebenfalls eine Organisation für kollektive Sicherheit darstellt.
Supranationale Gemeinschaften sind internationale Organisationen, die zusätzlich folgende Merkmale aufweisen:
- Unmittelbar Wirkung von (gewissen) Rechtsakten (die Mitgliedstaaten müssen sie nicht umsetzen, damit sich Individuen und Unternehmen darauf berufen können);
- Vorrang des Gemeinschaftsrechts;
- Entscheidungen nach dem Mehrheitsprinzip;
- Unabhängige Organe;
- Umfassende Übertragung von Hoheitsrechten.[7]

Die Europäische Union (EU) stellt den Prototyp der supranationalen Gemeinschaft dar (der Begriff «supranationale Gemeinschaft» ist an den Vorgänger der EU, die Europäische Gemeinschaft, angelehnt). Umstritten ist, inwiefern in jedem Fall alle Kriterien erfüllt sein müssen, damit ein Beitritt zu einer supranationalen Gemeinschaft bejaht werden kann. Diese Diskussion könnte für die Praxis relevant werden, wenn sich die Schweiz weiter in den europäischen Binnenmarkt integriert und sich dem Europäischen Gerichtshof unterstellt. Zwar wäre das kein EU-Beitritt. Wegen der umfassenden Zuständigkeiten des Gerichtshofs käme das jedoch einem Beitritt gleich.
Der bisher einzige Anwendungsfall des obligatorischen Staatsvertragsreferendums ereignete sich in der Volksabstimmung vom 16. März 1986 über den UNO-Beitritt, der deutlich verworfen wurde (alle Stände und 75,7 % der Bürger lehnten in ab). In drei Fällen wurde ein völkerrechtlicher Vertrag auf Beschluss der Bundesversammlung dem obligatorischen Referendum unterstellt, ohne dass es dafür eine verfassungsrechtliche Grundlage gegeben hätte: 1920 der Beitritt zum Völkerbund, 1972 das Freihandelsabkommen zwischen der Schweiz und der EWG sowie 1992 der Beitritt zum EWR. Diese Verträge wurden aufgrund «ihrer ausserordentlichen Bedeutung» Volk und Ständen zur Abstimmung unterbreitet.
Diese Praxis der Bundesversammlung ist umstritten, weil dem Verfassungswortlaut kein Parlamentsrecht, Verträge von ausserordentlicher Bedeutung dem obligatorischen Referendum zu unterstellen, entnommen werden kann. Die Kontroverse dreht sich daher um die Frage, ob Art. 140 Abs. 1 BV die Anwendungsfälle des obligatorischen Referendums abschliessend aufzählt oder Raum besteht für ein «ausserordentliches Referendum». Die herrschende Lehre steht einem solchen Referendum sui generis kritisch gegenüber. Für das hiesige Demokratieverständnis sei es schlechthin konstituierend, dass die Volksrechte rechtlich geordnet und nicht dem Belieben der Behörden anheimgestellt sind. Eine Minderheit geht indes davon aus, dass die Bundesversammlung dieses Recht habe, und begründet das mit den erwähnten Präzedenzfällen in den Jahren 1920, 1972 und 1992; diese hätten Gewohnheitsrecht geschaffen. Der Bundesrat schliesst sich letzterer Haltung an.
Die Bundesversammlung lehnte im Jahre 2021 einen Vorschlag des Bundesrates, eine Verfassungsgrundlage für ein obligatorisches Referendums für Verträge mit Verfassungscharakter zu schaffen, ab. Grund für die Ablehnung war die Schwierigkeit, eine mehrheitlich akzeptierte Definition zu finden. Der plebiszitäre Charakter eines Referendums nach Belieben der Bundesversammlung wurde zwar als unbefriedigend empfunden, seine künftige Anwendung aber nicht infrage gestellt.
Das Bundesamt für Justiz (BJ) untersuchte 2024 die Zulässigkeit des ausserordentlichen Referendums in einem Gutachten anlässlich der Verhandlungen der Schweiz mit der EU. Darin kam das BJ zum Ergebnis, dass das Bundesverfassungsrecht ein ausserordentliches obligatorisches Staatsvertragsreferendum nicht vorsieht. Das folge aus der Auslegung und historischen Entwicklung von Art. 140 Abs. 1 lit. b BV. Zum einen habe die Aufzählung der notwendigen Voraussetzungen für die Unterstellung unter das obligatorische Referendum abschliessenden Charakter, zum anderen seien die zahlreichen Versuche, ein solches Volksrecht zu kodifizieren, gescheitert. Eine plebiszitäre Form der Volksrechte sei dem Schweizer Bundesverfassungsrecht fremd: Die Frage, ob eine Vorlage einem Referendum untersteht oder nicht, soll aufgrund von in der Verfassung klar definierten sachlichen Kriterien beantwortet werden, und nicht nach Gutdünken der Bundesversammlung, d. h. nicht nach politischen Opportunitätsüberlegungen. Die Anwendungsfälle in der Praxis fielen in die Zeit vor dem Inkrafttreten der aktuellen Bundesverfassung; sie genügten weder in qualitativer noch quantitativer Hinsicht, um das Referendum sui generis als Verfassungsgewohnheitsrecht zu qualifizieren.

### Dringliche Bundesgesetze ohne Verfassungsgrundlage
Die Schweizer Rechtsordnung (wie jene der allermeisten Staaten) ist in einem Stufenbau geordnet. Zuoberst steht die Verfassung, danach folgen die Gesetze und völkerrechtlichen Verträge, schliesslich die Verordnungen (vgl. Normenhierarchie). In der Regel bildet die obere Stufe die Grundlage für die darunter liegende – ausser bei der Verfassung. Sie enthält selbst die Regeln für die Änderung der Verfassungsnormen (vgl. pouvoir constituant / pouvoir constitué). Ein Gesetz aber muss, um gelten zu können, eine Grundlage in der Verfassung haben. Die einzige Ausnahme von dieser ansonsten ehernen Regel sind die dringlichen Bundesgesetze ohne Verfassungsgrundlage (Art. 165 Abs. 3 BV), die auch als «verfassungsändernde», «verfassungsdurchbrechende» oder «verfassungssuspendierende» Bundesgesetze bezeichnet werden. Art. 165 Abs. 3 BV ermächtigt das Parlament, Bundesgesetze ohne Rechtsgrundlage zu erlassen, wenn die Umstände es nicht erlauben, die Verfassung im dafür vorgesehenen Verfahren zu ändern und so eine Grundlage für das Bundesgesetz zu schaffen (Dringlichkeit). Nach der herrschenden Lehre stellt Art. 165 Abs. 3 BV dem Parlament keinen Blankoscheck aus, um die Verfassung aus den Angeln zu heben. Er erlaube dem Parlament ausschliesslich, in kantonale Kompetenzen einzugreifen oder vom Grundsatz der Wirtschaftsfreiheit (Art. 94 BV) abzuweichen. Insbesondere müssten die Grundsätze rechtsstaatlichen Handelns und die Grundrechte gewahrt werden. Das dringliche Bundesgesetz ohne Verfassungsgrundlage wird zum Teil als konstitutionelles Notrecht angesehen.
Die dringlichen Bundesgesetze ohne Verfassungsgrundlage müssen befristet werden und unterstehen dem nachträglichen obligatorischen Referendum, wenn sie länger als 1 Jahr gelten sollen. Das heisst im Umkehrschluss: Ein dringliches, verfassungsänderndes Bundesgesetz, das weniger als ein Jahr Geltungsdauer hat, kann ohne die Mitbestimmung der Bevölkerung erlassen werden. Wird das verfassungsändernde dringliche Bundesgesetz in der Volksabstimmung verworfen oder gelingt es nicht, die Abstimmung rechtzeitig durchzuführen, so tritt es ein Jahr nach Annahme durch die Bundesversammlung ausser Kraft.
Unter der geltenden Bundesverfassung wurde ein solches Bundesgesetz erst einmal erlassen: Am 10. Dezember 2020 beschloss die Bundesversammlung eine dringliche Änderung des Parlamentsgesetzes, die es den Mitgliedern des Nationalrats vorübergehend ermöglichte, im Fall einer COVID-19-Isolation bzw. -Quarantäne elektronisch, das heisst in Abwesenheit, abzustimmen, was Art. 159 Abs. 1 BV widerspricht. Mit einer «abenteuerlichen [...] Begründung» wurde die obligatorische Volksabstimmung jedoch umgangen, obwohl das Gesetz länger als ein Jahr galt.

### Verfahrensleitende Referenden
Art. 140 Abs. 2 BV zählt drei Sonderfälle auf. Ihnen ist gemeinsam, dass sie verfahrensleitend wirken und nur dem Volk (nicht den Ständen) zur Abstimmung unterbreitet werden. Nimmt das Volk die Vorlage an, hat es nicht über einen endgültigen Beschluss entschieden, sondern nur das Verfahren angeregt. Im ersten Fall (lit. a) verlangt eine Volksinitiative die Totalrevision der Bundesverfassung, d. h. die vollständige Neuausarbeitung, nicht die blosse Änderung einiger Bestimmungen. Wenn die Volksinitiative das Quorum von 100'000 Unterschriften innert 18 Monaten erreicht (Art. 138 BV Abs. 1 BV), entscheidet das Volk, ob eine neue Verfassung geschrieben werden soll. Dasselbe Verfahren existiert bei der Volksinitiative in der Form der allgemeinen Anregung (lit. b). Falls ein Rat der Bundesversammlung die Totalrevision beschliesst und der andere nicht zustimmt, muss die Grundsatzfrage, ob das Vorhaben an die Hand genommen werden soll, ebenfalls obligatorisch dem Volks unterbreitet werden (lit. c). Keiner dieser drei Fälle ist je eingetreten.

## Kantone
In allen Kantonen existiert das obligatorische Verfassungsreferendum; das wird von der Bundesverfassung verlangt (Art. 51 Abs. 1 BV). Gewisse Kantone sehen ebenfalls ein obligatorisches Gesetzesreferendum vor. Der Kanton Zürich kennt eine obligatorische Volksabstimmung nur für Einführungen und Änderungen von Steuergesetzen vor, sofern sie neue Steuern einführen oder die individuelle Steuerlast erhöhen (Art. 32 lit. f KV/ZH). Der Kanton Schwyz sieht das obligatorische Gesetzesreferendum für Gesetzesvorlagen vor, denen weniger als drei Viertel der Parlamentsmitglieder zugestimmt haben (§ 34 Abs. 2 lit. a KV/SZ).